# 오마르 알리 사이푸딘 3세

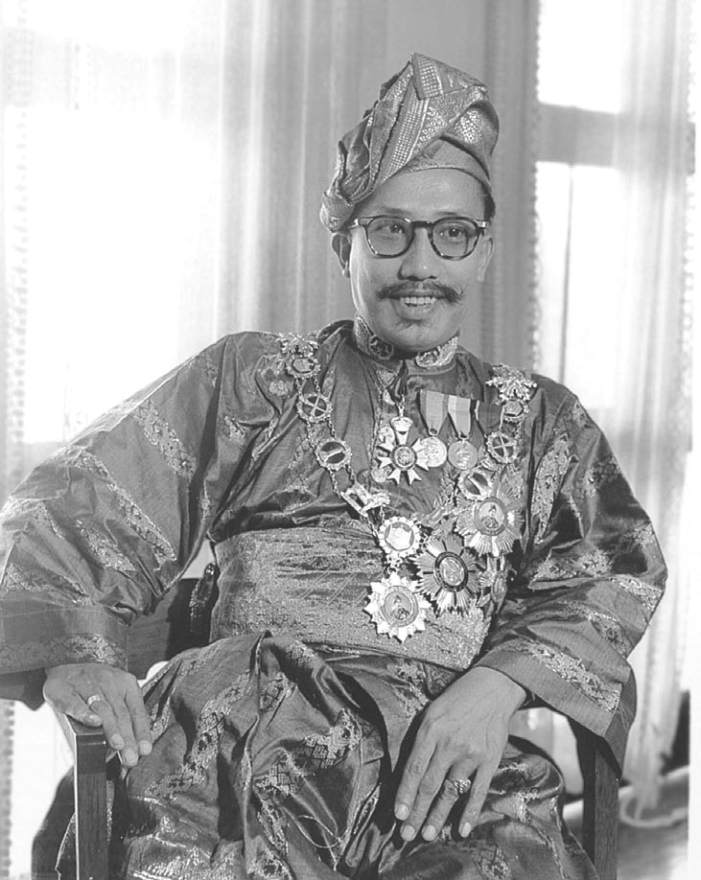
오마르 알리 사이푸딘 3세

오마르 알리 사이푸딘 3세 (Omar Ali Saifuddien III, 1914년 9월 23일 ~ 1986년 9월 7일)는 브루나이의 술탄이다. 1950년부터 1967년까지 술탄으로 있었다. 브루나이인들에게는 '국민적 영웅'으로 추앙받고 있다.

## 독립
브루나이는 이웃나라인 말레이시아와 싱가포르처럼 영국의 지배를 받고 있었으며, 1950년대 전후로 이 지역에서 영국으로부터의 독립을 목표로 하는 운동들이 일어났다. 1957년 말레이시아가 먼저 독립하였고, 브루나이와 그 주변 지역들은 여전히 영국의 지배를 받고 있었다. 그는 영국으로부터의 독립을 위해 말레이시아로의 가입을 결정했는데, 이는 초기 말레이시아 정부의 환영을 받았다.
1962년 사상 최초의 총선거가 치러졌고, 여기서 브루나이 인민당이 압승했다. 하지만 여기서 큰 차질이 빚어졌는데, 문제는 총선에서 승리한 인민당이 반(反)말레이시아 성향이었기 때문이다. 그럼에도 불구하고 말레이시아로의 가입을 추진하였으며, 이에 인민당이 폭동을 일으키자 계엄령을 선포한 뒤 국회를 해산하고 인민당을 불법화했다. 그 뒤 말레이시아로 편하게 가입할 수 있었지만, 1963년 갑자기 가입 결정을 철회하였다.

### 말레이시아로의 가입 철회 이유
당초 브루나이 정부가 말레이시아로의 가입 결정을 철회한 이유에 대해서는 논란이 많지만, 궁극적인 이유는 석유 하나 때문이었다. 석유 부국인 브루나이는 석유로 자신들의 경제를 감당했는데, 문제는 말레이시아로 가입할 경우 쿠알라룸푸르나 피낭과 같은 다른 지역들과 석유를 나눠서 써야 했기 때문에 이 점을 가장 안 좋게 여겼다. 특히 자신들에게 석유가 가장 적게 돌아갈 지도 모른다는 것을 크게 걱정했다. 또한 그는 말레이시아 내 술탄들이 돌아가면서 맡는 국왕의 자리를 노렸는데, 문제는 그 순서가 뒤죽박죽인데다가 자신들이 마지막에 속했기 때문이다. 하지만 1957년에 취임한 초대 국왕이 느그리슴빌란 출신이었고, 이 지역의 술탄이 국왕의 자리를 다시 차지한 것은 1994년이었으며 그 전에는 페락이었다는 점을 감안하자면, 페라크 다음이 브루나이가 된다는 것이다. 따라서 당시 시점으로서는 최소 30년 이상은 기다려야 했으며, 이것은 두 번째 이유가 되었다.

## 말년
1967년 왕위에서 물러나 하사날 볼키아에게 승계했다. 하지만 그 뒤에서도 막강한 권한을 행사함으로써, 사실상 술탄으로 남아있었다. 1984년 브루나이는 독립을 쟁취했고, 1986년 조용히 숨을 거두었다. 사후 브루나이의 국부로 추앙받았으며, 그의 이름을 딴 오마르 알리 사이푸딘 3세 사원은 해외 여행의 대명사로 자리잡았다.